# Jüdischer Friedhof (Imbshausen)

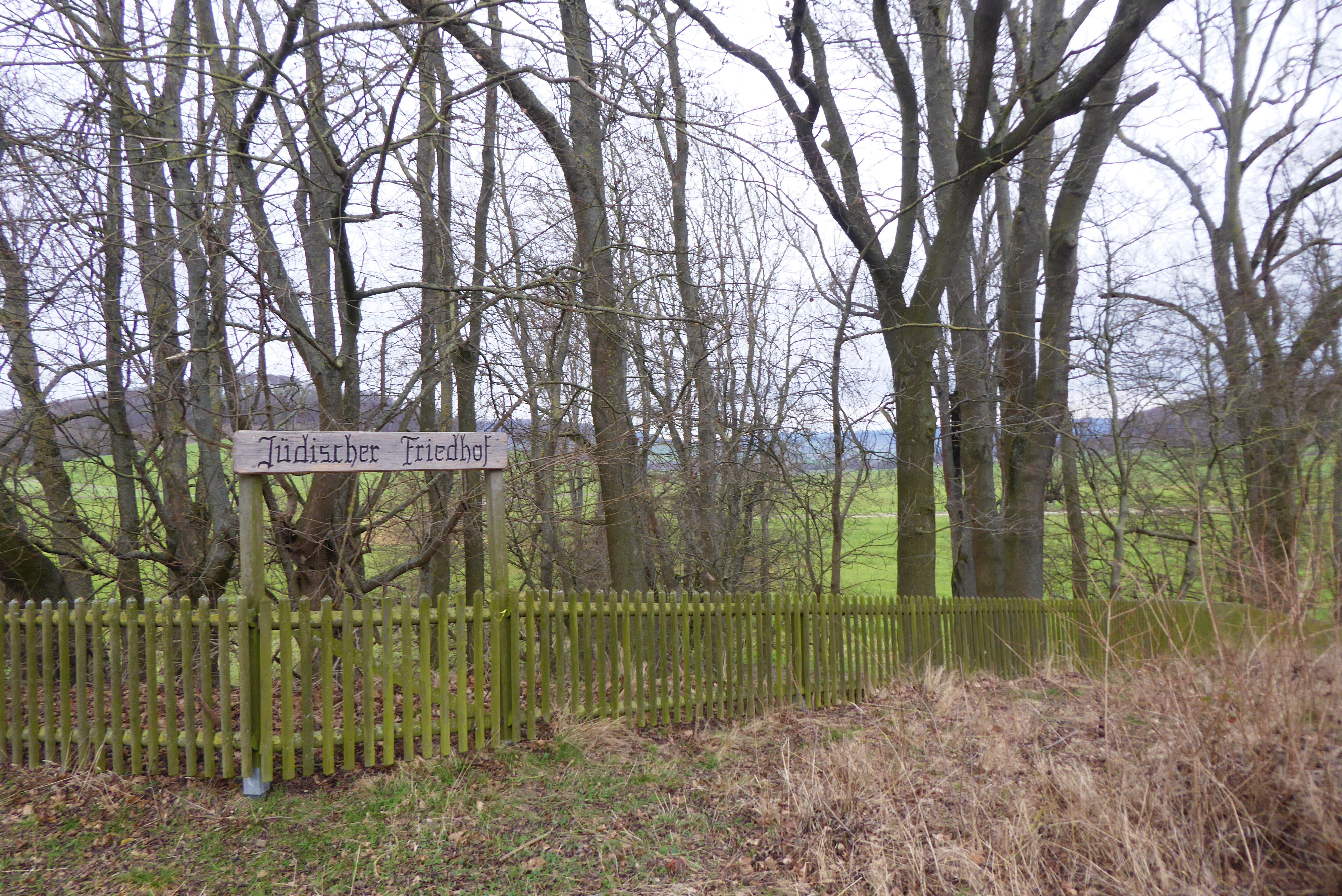
Jüdischer Friedhof Imbshausen

Der Jüdische Friedhof Imbshausen ist ein jüdischer Friedhof in Imbshausen, einem Ortsteil von Northeim, der Kreisstadt des Landkreises Northeim in Südniedersachsen. Er ist ein geschütztes Kulturdenkmal.
Der Friedhof, der von 1782 bis 1908 belegt wurde, befindet sich In der Furth / Judenkuhle. Es sind 32 Grabsteine dokumentiert: 28 (1941), 3 (1981), 1 (1986). Im Jahr 1951 wurden die Steine des Friedhofs zerschlagen und für den Bau eines Hauses verwendet.